# پالازو گراسی
پالازو گراسی (ایتالیایی: Palazzo Grassi) ساختمانی در شیوهٔ معماری کلاسیک ونیزی است که در مجاورت گراند کانال ونیز در ونیز ایتالیا قرار دارد. معمار آن جورجیو ماساری است و بین سال‌های ۱۷۴۸ و ۱۷۷۲ ساخته شده‌است. مالک بنا خانوادهٔ گراسی بود که آن را در ۱۸۴۰ فروخت. در ۱۹۵۱ ساختمان به مرکز بین‌المللی هنر و آیین تبدیل شد. در ۱۹۸۳ اف‌سی‌ای ایتالی تحت نظارت رئیس هیئت مدیرهٔ آن جیانی آنیلی پالازو را خرید و پس از بازسازی آن را به گالری هنرهای بصری تبدیل کرد. در مه ۲۰۰۵ کارآفرین فرانسوی فرانسوا پینو پالازو را به قیمت ۲۵ میلیون یورو خرید و بازسازی آن به تادائو آندو سپرده شد.